# Tetraphyllum roseum
Tetraphyllum roseum är en tvåhjärtbladig växtart som beskrevs av Otto Stapf. Tetraphyllum roseum ingår i släktet Tetraphyllum och familjen Gesneriaceae. Inga underarter finns listade i Catalogue of Life.